# Polar Satellite Launch Vehicle
Polar Satellite Launch Vehicle o PSLV es un lanzador orbital indio de tercera generación, propulsado por combustible sólido y desarrollado por ISRO (Indian Space Research Organisation, Organización de Investigación Espacial India) a finales de los años 1980 y principios de los años 1990.
Se han lanzado 12 PSLV, con una tasa de éxito del 91,67 %.

## Variantes
La ISRO ha previsto una serie de variantes del PSLV para atender a los diferentes requisitos de las misiones. En la actualidad, existen dos versiones operativas del PSLV: la versión con núcleo (PSLV-CA), sin motores de amarre, y la versión (PSLV-XL), con seis motores de amarre de longitud extendida (XL) que transportan 12 toneladas de propulsante basado en HTPB cada uno. Estas configuraciones proporcionan amplias variaciones en la capacidad de carga útil hasta 3800 kilogramos en LEO y 1800 kilogramos en órbita sincrónica solar.

### PSLV

#### Especificaciones
- Carga útil: 3700 kg a LEO (200 km); 800 kg a una órbita de transferencia geoestacionaria.
- Empuje en despegue: 5300 kN
- Masa total: 294 000 kg
- Diámetro: 2,8 m
- Longitud total: 44,4 m

### PSLV C

#### Especificaciones
- Carga útil: 3.700 kg a LEO (200 km); 1000 kg a una órbita de transferencia geoestacionaria.
- Empuje en despegue: 5.290 kN
- Masa total: 294.000 kg
- Diámetro: 2,8 m
- Longitud total: 44,4 m

### PSLV-G
La versión estándar o "genérica" del PSLV, el PSLV-G, tenía cuatro etapas que utilizaban sistemas de propulsión sólida y líquida alternativamente y seis motores de correa (PSOM o S9) con una carga de propulsante de 9 toneladas. Tenía capacidad para lanzar 1678 kilogramos a 622 kilómetros en órbita síncrona solar. El PSLV-C35 fue el último lanzamiento operativo del PSLV-G antes de su interrupción.

### PSLV-CA
El modelo PSLV-CA, CA, que significa "Core Alone", se estrenó el 23 de abril de 2007. El modelo CA no incluye los seis propulsores con correa utilizados por la variante estándar del PSLV, pero dos tanques SITVC con módulos de propulsión de control de balanceo siguen acoplados al lado de la primera etapa, con la adición de dos estabilizadores aerodinámicos cilíndricos. La cuarta etapa de la variante CA tiene 400 kilogramos menos de propulsor en comparación con su versión estándar. Actualmente tiene capacidad para lanzar 1100 kilogramos a una órbita sincrónica al Sol de 622 kilómetros.

### PSLV-XL
El PSLV-XL es la versión mejorada del Vehículo de Lanzamiento de Satélites Polares en su configuración estándar, impulsado por unos propulsores de correa más potentes y estirados con una carga de propelente de 12 toneladas. Con un peso de 320 toneladas (320 000 kg) en el momento del despegue, el vehículo utiliza motores de correa más grandes (PSOM-XL o S12) para lograr una mayor capacidad de carga útil. El 29 de diciembre de 2005, la ISRO probó con éxito la versión mejorada del propulsor con correa para el PSLV. El primer uso del PSLV-XL fue el lanzamiento de Chandrayaan-1 con el PSLV-C11. La capacidad de carga útil de esta variante es de 1.800 kilogramos a la órbita sincrónica del Sol.

### PSLV-DL
La variante PSLV-DL solo tiene dos aceleradores con correa con una carga de propelente de 12 toneladas en ellos. El PSLV-C44 del 24 de enero de 2019 fue el primer vuelo en el que se utilizó la variante PSLV-DL del vehículo de lanzamiento de satélites polares. Es capaz de lanzar 1257 kilogramos a una órbita sincrónica al Sol de 600 kilómetros.

### PSLV-QL

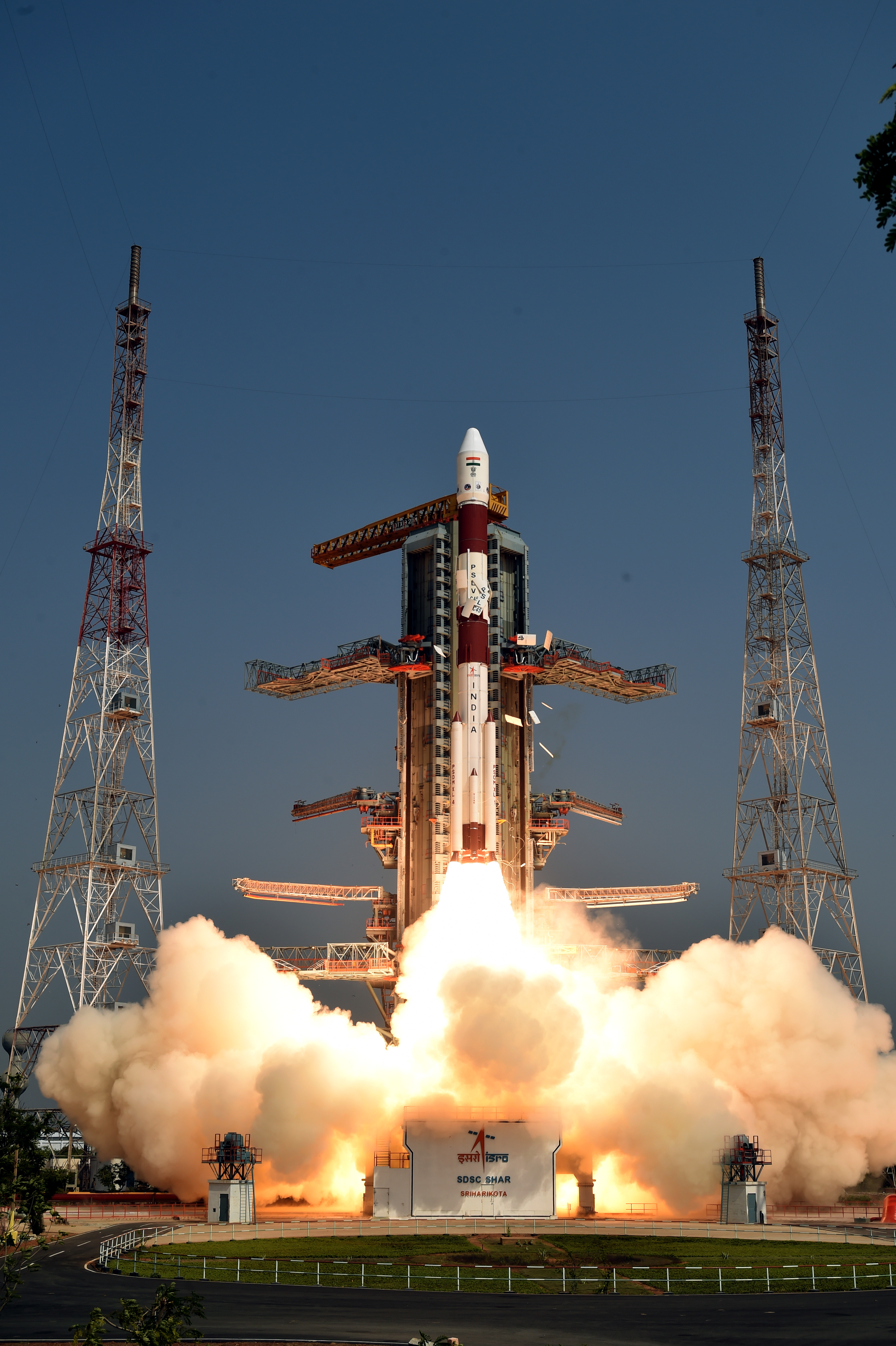
PSLV-C45 lift off

La variante PSLV-QL tiene cuatro boosters con correa iluminados en tierra, cada uno con 12 toneladas de propulsor. El PSLV-C45 del 1 de abril de 2019 fue el primer vuelo del PSLV-QL. Tiene capacidad para lanzar 1523 kilogramos a una órbita sincrónica al Sol de 600 kilómetros.

### PSLV-3S (concepto)
El PSLV-3S fue concebido como una versión de tres etapas del PSLV, con sus seis propulsores de correa y la segunda etapa líquida eliminada. La masa total de despegue del PSLV-3S se esperaba que fuera de 175 toneladas con capacidad para colocar 500 kg en una órbita terrestre baja de 550 km.